# عبد الرحمن البوصيري
 عبد الرحمن الصنهاجي البوصيري   هو عبد الرحمن بن محمد بن قاسم بن أبي القاسم بن محمد بن عثمان الأخضري البوصيري ينحدر من قبيلة عربية تدعى بنو الأخضر وولد في مدينة غدامس يوم 22 من ذي القعدة سنة 1258 هـ، حفظ القرآن وتلقى مباديء العربية والدروس الدينية على شيوخ عصره، ولازم شيخه محمد كامل بن مصطفى في الدروس والمطالعة ومراجعة الفتاوي، كان شغوفاً باقتناء الكتب، تولى التدريس وتخرج علي يديه جماعة كثيرة من أهل العلم، تولى الوظائف العامة مثل سجلات العقود ورئاسة كتبة المحكمة الشرعية والقضاء، له مؤلفات في مخثلف العلوم .

## مؤلفاته
- فاكهة اللب المصون على جواهر المكنون.
- الدرر المجنية من حديث خير البرية على الجتمع الصغير للإمام السيوطي .
- نزهة الثقلين في رياض إمام الصالحين .
- الجواهر الزكية في حديث خير البرية.
- شرح ألفية العراقي في مصطلح الحديث .
- مبتكرات اللآليء والدرر في محاكمة بيني العيني وابن حجر .

## عمله خلال حقبة الاحتلال الإيطالي
كتب الطاهر الزاوي أنه تولى القضاء في النواحي الأربعة ، وفي سنة 1328 هـ تولى القضاء في الزاوية الغربية إلى سنة 1329 هـ ووقع الاحتلال الإيطالي وهو قاض بها .
وكانت له مساع محمودة مع السياسة الإيطالية حاول فيها الإصلاح ما استطاع، ولكن الاستبداد والظلم اللذين بنيت عليهما السياسة الإيطالية لم يتركا لمحاولاته طريقاً إلى النجاح . 

## وفاته

جنازة الشيخ عبدالرحمن البوصيري بمقبرة سيدي منيذر بطرابلس يوم 19 ابريل 1935.

توفى في مدينة طرابلس يوم الجمعة الخامس من شهر المحرم سنة 1354 هـ الموافق 19 إبريل 1935م ودفن بمقبرة سيدي منيذر بطرابلس .